# 房水
房水（ぼうすい、英語: aqueous humor）とは、角膜と水晶体の間（前眼房）と虹彩と水晶体の間（後眼房）を満たす透明な液体である。眼房水（がんぼうすい）や目房水とも呼称され、眼圧や虹彩の位置の維持などの役割を持つ。毛様体や虹彩の血管から分泌され、瞳孔を経由して前眼房へ入り、隅角内の線維柱帯からシュレム管を通じて眼球外の静脈へと排出される。

## 組成
房水の組成は血漿に類似しており、塩化ナトリウムを0.7 %、タンパク質を0.02 %、グルコースを0.1 %含んでいる。このタンパク質は血漿と同様の物が含有されている。また、炭酸水素イオン（HCO3-）の濃度は種によって差があり、ヒトやサル、ウマ、ヤギでは濃度が低く、ウサギやイヌ、モルモットでは血漿より濃度が高いことが判明している。
房水は一般的にアスコルビン酸や乳酸、ピルビン酸の濃度が高く、グルコースや尿素の濃度が低いことが判明している。また、前眼房の房水の組成は分泌直後の房水の組成と異なる。これは、瞳孔縁の弁作用により房水の逆流が防がれるうえ、周辺の組織と物質のやりとりを行うためである。
房水は電解質であり、そのpHは分泌直後の房水は8.05、前眼房の房水は7.60、後眼房の房水は7.55であると言われているが、おおよそ7.1であるとする文献もある。

## 役割
房水の主な役割は眼圧の調整である。眼球の形は眼球壁の張力と、硝子体・房水とのバランスによって維持されている。しかし、硝子体の大きさはほぼ一定しているため、房水の増減によって眼圧が変化する。また、血管が存在しない角膜や虹彩、水晶体、硝子体に栄養分を運び、老廃物を体外へと運搬する役割を持つ他、抗酸化物質として作用するアスコルビン酸の運搬も行っている。さらに、房水は光の透過経路の一部を担っているため、一定の屈折率が必要であり、一般的な房水の屈折率は1.336である。

## 生成と流出

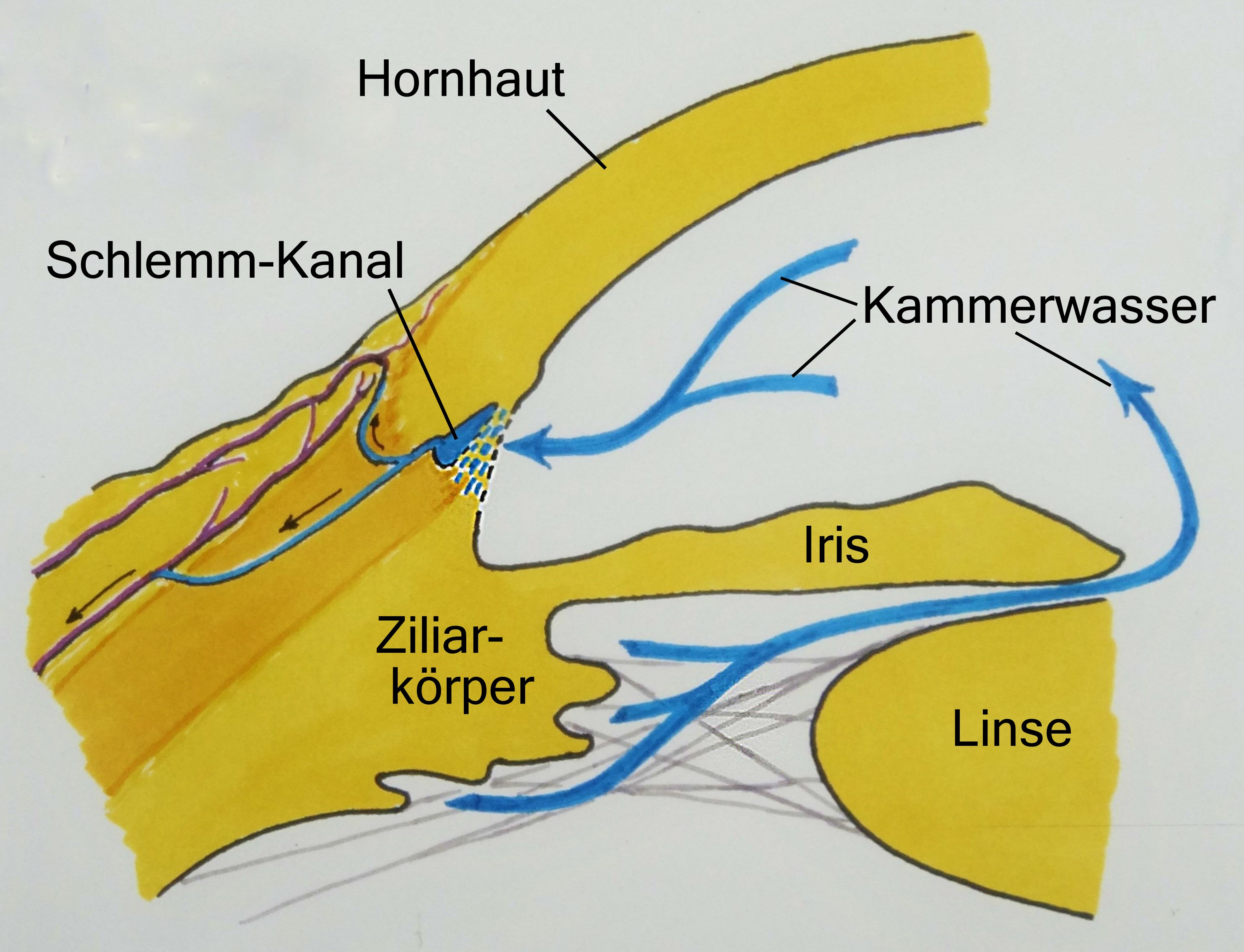
房水の生成と流出（ドイツ語での表記）

房水は毛様体、特に毛様体上皮（毛様体突起）から分泌される。この房水の生成には、水晶体で合成される5α-ジヒドロコルチゾールが関与している可能性がある。房水の分泌量は6 μL/分であり、流速は0.8-1.9 μL/分である。分泌された房水は、硝子体腔から水晶体の周辺部分である赤道部と毛様体突起との間を経由して後眼房に流入する。後眼房からは、瞳孔を経て前眼房に流入する。
前眼房からの流出路は2種類ある。1つは経シュレム管流出路（主流、主流出路、経シュレム氏管経路などとも呼称される）であり、隅角内の線維柱帯からシュレム管、集合管を経て強膜の静脈へと排出される。もう1つはブドウ膜強膜流出経路（副流、副流出路などとも呼称される）であり、虹彩根部から組織液流の形で毛様体の筋組織の間を経て上脈絡膜腔を通り、強膜を透過して眼外で吸収されるか、脈絡膜内の静脈に吸収されることで排出される。特に経シュレム管流出路では、房水の流れに対し一定の抵抗があるため、一定量の房水が眼内に滞留し、眼内圧が発生する要因となっている。また、ムスカリンのアゴニストはムスカリンM3受容体を介して線維柱帯からの流出を、プロスタグランジンのアゴニストはブドウ膜強膜流出経路からの流出を増大させる効果があることが判明している。

## 緑内障との関係
日本眼科学会による『緑内障診療ガイドライン』によると、緑内障は「視神経と視野に特徴的変化を有し、通常、眼圧を十分に下降させることにより視神経障害を改善もしくは抑制しうる眼の機能的構造的異常を特徴とする疾患」であり、失明原因の上位を占める疾患である。緑内障は主に原因不明の「原発緑内障」、外傷やステロイド剤等の副作用が原因である「続発性緑内障」、目の組織の発達不足が原因である「先天性緑内障」に分類される。原発緑内障の中でも、隅角の形態によって「原発開放隅角緑内障」と「原発閉塞隅角緑内障」の2種類に大別される。
原発開放隅角緑内障は、隅角の形は正常であるものの、線維柱帯の働きが悪いため、房水の排出量が少なくなるというものである。それにより眼圧が上昇し、結果として視神経障害が発生する。原発閉塞隅角緑内障は、隅角が狭い眼球に発生する。水晶体と虹彩が瞳孔縁に接しているため、房水が前眼房に流入できずに後眼房に滞留する。これにより、虹彩が前眼房側に持ち上げられることで、前眼房の容量が減り、眼圧が上昇するようになる。これが慢性的に発生することで緑内障性の視神経障害が発生する。
交感神経β受容体遮断薬やα2アゴニスト、炭酸脱水酵素阻害薬には房水の分泌を抑制する能力があるため、緑内障の治療に用いられる。